# Gorka Verdugo
Gorka Verdugo Markotegi (Etxarri-Aranatz, 4 novembre 1978) è un ex ciclista su strada spagnolo di origine basca, professionista dal 2004 al 2013.

## Carriera
Passa professionista nel 2004 con la formazione basca dell'Euskaltel-Euskadi; gareggia in questa squadra per dieci stagioni, ricoprendo un importante ruolo di gregario. In carriera non riesce però a ottenere vittorie da pro: tra i migliori risultati spiccano il settimo posto finale alla Parigi-Nizza 2008, il quinto alla Volta a la Comunitat Valenciana dello stesso anno, l'undicesimo finale alla Vuelta a España 2012 e il terzo al Giro del Piemonte dello stesso anno.

## Palmarès
- 2002

1ª tappa Vuelta a Navarra

## Piazzamenti

### Grandi Giri
- Giro d'Italia

2005: 68º
2013: 64º
- Tour de France

2006: 75º
2007: 48º
2008: 73º
2009: 61º
2010: 36º
2011: 25º
2012: ritirato (8ª tappa)
- Vuelta a España

2010: 84º
2011: 36º
2012: 11º
2013: 63º

### Classiche monumento
- Milano-Sanremo

2004: 127º
2012: 37º
- Giro delle Fiandre

2006: ritirato
- Liegi-Bastogne-Liegi

2007: 39º
2009: 31º
2011: 60º
- Giro di Lombardia

2005: ritirato
2012: 27º
2013: ritirato